# Willem van Rubroeck
Willem van Rubroeck, De Rubruquis (Frans), of Ruysbroeck (Vlaams), was een Vlaamse missionaris van de orde van de franciscanen. Hij was afkomstig uit Rubroek (Rubrouck) nabij Kassel in Frans-Vlaanderen. Hij maakte van 1253 tot 1255 een reis naar het Mongoolse Rijk. Het in het Latijn geschreven verslag van die reis wordt door hedendaagse historici in termen van kwaliteit en betrouwbaarheid superieur geacht aan alle andere Europese verslagen over het rijk van die periode.

## De persoon Willem van Rubroeck
Er zijn nauwelijks feiten bekend over de persoon Willem van Rubroeck. Zowel zijn geboortejaar als jaar van overlijden is onbekend. Voor het tijdstip van zijn geboorte wordt in de vakliteratuur een aanname gehanteerd van tussen 1215 en 1230. Een aantal zinnen in zijn reisverslag wijst op een zekere bekendheid met de regio Île-de-France. De breedte van rivieren als de Wolga en de Don wordt vergeleken met die van de Seine in Parijs. De omvang van de hoofdstad van het Mongoolse rijk, Karakorum, met die van Saint-Denis.
Uit het reisverslag kan worden afgeleid dat hij eind 1248 in het gezelschap van de Franse koning Lodewijk IX op Cyprus was. In december van dat jaar arriveerden daar twee afgezanten van Eljigidei, de Mongoolse bevelhebber in Perzië. Die gebeurtenis was de directe aanleiding voor de reis van André de Longjumeau naar het Mongoolse hof. Een opmerking in een werk van een andere franciscaan, Giacomo d'Iseo, maakt duidelijk dat Van Rubroeck vermoedelijk al geruime tijd op Cyprus aanwezig was voor de aankomst van de Franse koning. Van Rubroeck wordt in die opmerking beschreven als een lector in het klooster van de franciscanen in Nicosia. Vermoedelijk behoorde hij dan ook niet tot een van de Europese provincies van de franciscanen, maar tot die van het Heilig Land, waarvan Cyprus deel uitmaakte.
Van Rubroeck moet daarna de koning gevolgd zijn op de Zevende Kruistocht, die in Egypte plaatsvond. In het reisverslag meldt hij in Damietta aanwezig geweest te zijn. Na de gevangenschap en weer vrijlating van Lodewijk IX volgde Van Rubroeck hem naar Palestina. Van hieruit ondernam hij zijn reis naar Karakorum. Na zijn terugreis arriveerde hij eerst weer op Cyprus en ging daarna via Antiochie en Tripoli naar Akko.
Roger Bacon heeft enkele jaren later ergens in Frankrijk Van Rubroeck nog een keer ontmoet. Bacon had een gesprek met hem, kopieerde delen van het reisverslag en nam die op in de geografische sectie van zijn Opus Majus. De best mogelijke aanname voor het tijdstip van die ontmoeting is 1257 of 1258. Daarna verdwijnt Van Rubroeck geheel uit beeld.

## Verschil met eerdere reizen naar Mongoolse rijk
Er waren eerdere reizen naar het Mongoolse Rijk geweest van Johannes van Pian del Carpine (1245–1247) en André de Longjumeau (1249–1251). De reis van Van Rubroeck is op een belangrijk aspect essentieel verschillend. De eerste twee reizen waren gemaakt in opdracht van resp. paus Innocentius IV en Lodewijk IX. Die reizen hadden ook meer een diplomatiek karakter. Het is niet duidelijk in hoeverre deze reis het gevolg was van een rechtstreekse opdracht van Lodewijk IX. De koning stelde financiën beschikbaar voor de kosten van de reis en zowel hij als zijn echtgenote, Margaretha van Provence, doneerden geschenken.
Van Rubroeck vond zichzelf echter in de eerste plaats een missionaris. In het reisverslag van Longjumeau werd melding gemaakt van de slechte omstandigheden waarin een aantal gevangengenomen Duitsers als slaven in Talas verkeerden. Het kunnen verlenen van bijstand aan deze mensen alsmede het kunnen prediken onder de Mongolen waren zijn belangrijkste drijfveren om de reis te ondernemen. In de contacten met de Mongolen ontkende Van Rubroeck ook altijd een afgezant te zijn van de koning, maar beklemtoonde het missionaire karakter van zijn reis.
Het naleven van het ideaal van Franciscus van Assisi komt ook tot uitdrukking in het feit dat Van Rubroeck gedurende de reis in habijt gekleed was, een groot deel van de afstand liep, en daarbij meestal blootsvoets ging. Schoeisel werd alleen gedragen als intense kou dat noodzakelijk maakte. Van Rubroeck had een brief bij zich van Lodewijk IX aan Sartaq, zoon van Batu Khan, waarvan in Palestina vernomen was dat hij christen zou zijn. De inhoud van die brief is niet volledig bekend, maar waarschijnlijk was het niet meer dan een introductiebrief voor Van Rubroeck, waarin gevraagd werd het hem mogelijk te maken enige tijd daar te blijven en te prediken. Daarnaast bevatte de brief een felicitatie van Lodewijk IX aan Sartaq voor zijn bekering tot het christendom. Misverstanden over dit deel van de brief en een onjuiste vertaling creëerden later tijdens de reis moeilijkheden en verwarring inzake het missionaire karakter van de reis.

## De reis

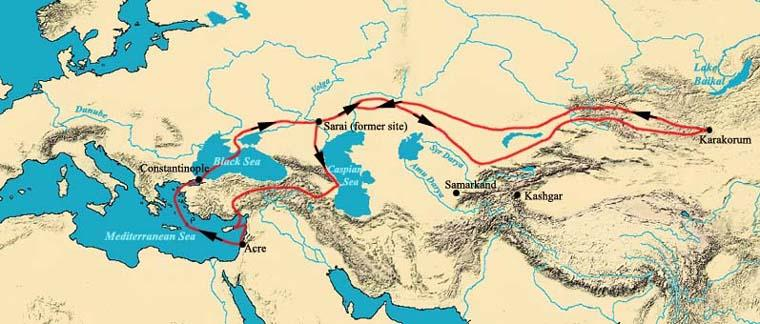
De route van Willem van Rubroeck (1253–55)

Van Rubroeck moet Palestina medio maart 1253 verlaten hebben. De volgende maand was hij in Constantinopel en houdt een mis op 13 april in de Aya Sofia. In deze stad ontmoette hij ook Bartholomeus van Cremona, die hem de gehele reis naar Karakorum zou vergezellen. Daarnaast maakten een klerk, Gosset, een tolk met de naam Homo Dei alsmede een jongen met de naam Nicolaas, die Van Rubroeck in Constantinopel had gekocht, deel uit van het gezelschap. Op 21 mei arriveerde hij in Soedak op de Krim. Eind juli werd het kamp van Sartaq bereikt. Zij werden aanvankelijk ontvangen als heiligen. Na het presenteren van de brief en het kennelijk onjuist vertalen van een deel daarvan ontstond bij Sartaq de indruk dat de brief een verzoek om Mongoolse assistentie was in de strijd tegen de moslims. Hij stuurde het gezelschap om die reden door naar zijn vader, Batu Khan. Van Rubroeck uitte in zijn verslag grote twijfels over de christelijke overtuiging van Sartaq.
Op 5 augustus bereikte hij het kamp van Batu aan de Wolga. De volgende vijf weken trok hij langs de oostelijke oever van de Wolga begeleid door troepen van Batu. Eind september trok hij de Oeral over en op 27 december bereikte hij het kamp van de khagan Möngke, dat toen op een afstand van ongeveer zes dagen reizen van Karakorum was opgezet. Op 4 januari 1254 had Van Rubroeck een audiëntie bij Möngke. In het gesprek beklemtoonde Van Rubroeck nog eens het missionaire karakter van zijn reis en verzocht, ook gezien de slechte gezondheidstoestand van Bartholomeus van Cremona, enige tijd in het kamp te mogen blijven. Möngke stemde daarmee in. Het gevolg van het erkennen van het missionaire karakter van de reis door Möngke had echter ook het gevolg, dat Van Rubroeck minder interessant of relevant geacht werd. Het resultaat was dan ook dat Van Rubroeck nog maar tweemaal hierna een ontmoeting met Möngke zou hebben.
In het reisverslag klaagt Van Rubroeck enkele malen over zijn tolk, Homo Dei. De man was vaak dronken en ook in nuchtere staat meestal niet capabel om adequaat te vertalen. Medio maart ontmoette hij in het kamp een Franse goudsmid Willem Buchier en zijn geadopteerde zoon. De laatste bleek bereid zijn tolk te worden en was in die hoedanigheid superieur aan Homo Dei. Op 29 maart 1254 verliet Möngke het kamp en vertrok naar Karakorum. Van Rubroeck kwam daar op 5 april aan. Hij werd gelijk geconfronteerd met het verzoek van een aantal daar aanwezige Alanen, Russen, Armeniërs en Georgiërs een paasmis voor hen te organiseren. Deze groepen hadden geen toegang tot de nestoriaanse kerken in Karakorum. Van Rubroeck slaagde erin een nestoriaanse monnik toch tot enige medewerking te bewegen en organiseerde met hulp van Buchier voor die groepen de mis in een kapel van een nestoriaanse kerk.
In de maanden daarna verbleef Van Rubroeck afwisselend in het kamp van Möngke en in Karakorum. Op 30 mei 1254 vond in aanwezigheid van Möngke het vaak gememoreerde theologische debat plaats tussen Van Rubroeck met de nestorianen en boeddhisten en moslims. In het verslag roept Van Rubroeck zich uit tot winnaar van het debat, maar moet eraan toevoegen dat dit tot geen enkele bekering leidde. De dag daarna had Van Rubroeck de laatste ontmoeting met Möngke. Die legde hem uit wat de essentie van het geloof van de Mongolen was. Daarnaast vertelde hij Van Rubroeck dat het tijd was dat deze Mongools gebied zou verlaten en gaf hem een brief mee voor Lodewijk IX. In deze brief werd nog een keer gesteld dat de door de koning eind 1248 op Cyprus ontvangen brief van Eljigidei een vervalsing was.
Van Rubroeck keerde nog een keer terug naar Karakorum en begon de terugreis omstreeks 12 juli 1254. Bartholomeus van Cremona voelde zich niet in staat de ontberingen van nog een keer een dergelijke reis te ondergaan en had toestemming gekregen zich permanent in Karakorum te mogen vestigen. Op 15 september kwam Van Rubroeck weer aan in het kamp van Batu Khan. Eind september arriveerde hij in Seraj. Hij pauzeert daar tot 1 november en nam daarna een meer zuidelijker route dan op de heenweg. Half januari 1255 arriveerde hij in Lorestan. Hierna trok hij in westelijke richting door Anatolië en bereikte via Sivas, Kayseri en Konya op 12 mei 1255 de kustplaats Corycus. Daar nam hij een boot naar Cyprus, waar hij op 16 juni aankwam.
Hij hoorde daar dat Lodewijk IX inmiddels Palestina had verlaten en in Frankrijk was. In Nicosia ontmoette hij de provinciaal van de orde met wie hij eerst naar Antiochië en daarna naar een vergadering van de provincie in Tripoli reisde. Die vergadering vond half augustus plaats. Die datum is het laatst vermelde feit van zijn reis.
Van Rubroeck had waarschijnlijk verwacht zelf in Frankrijk rapport aan de koning te kunnen uitbrengen. In een epiloog schreef Van Rubroeck, dat hij van de provinciaal echter het bevel kreeg om lector te worden in het klooster van de orde in Akko. Hij diende zijn verslag bij de koning schriftelijk in te dienen. Het door hem geschreven verslag heeft dan ook de vorm van een zeer lange brief aan Lodewijk IX. Het enige dat verder nog over Van Rubroeck bekend is, betreft de ontmoeting met Roger Bacon in vermoedelijk 1257 of 1258 in Frankrijk.

## De waarde van het verslag

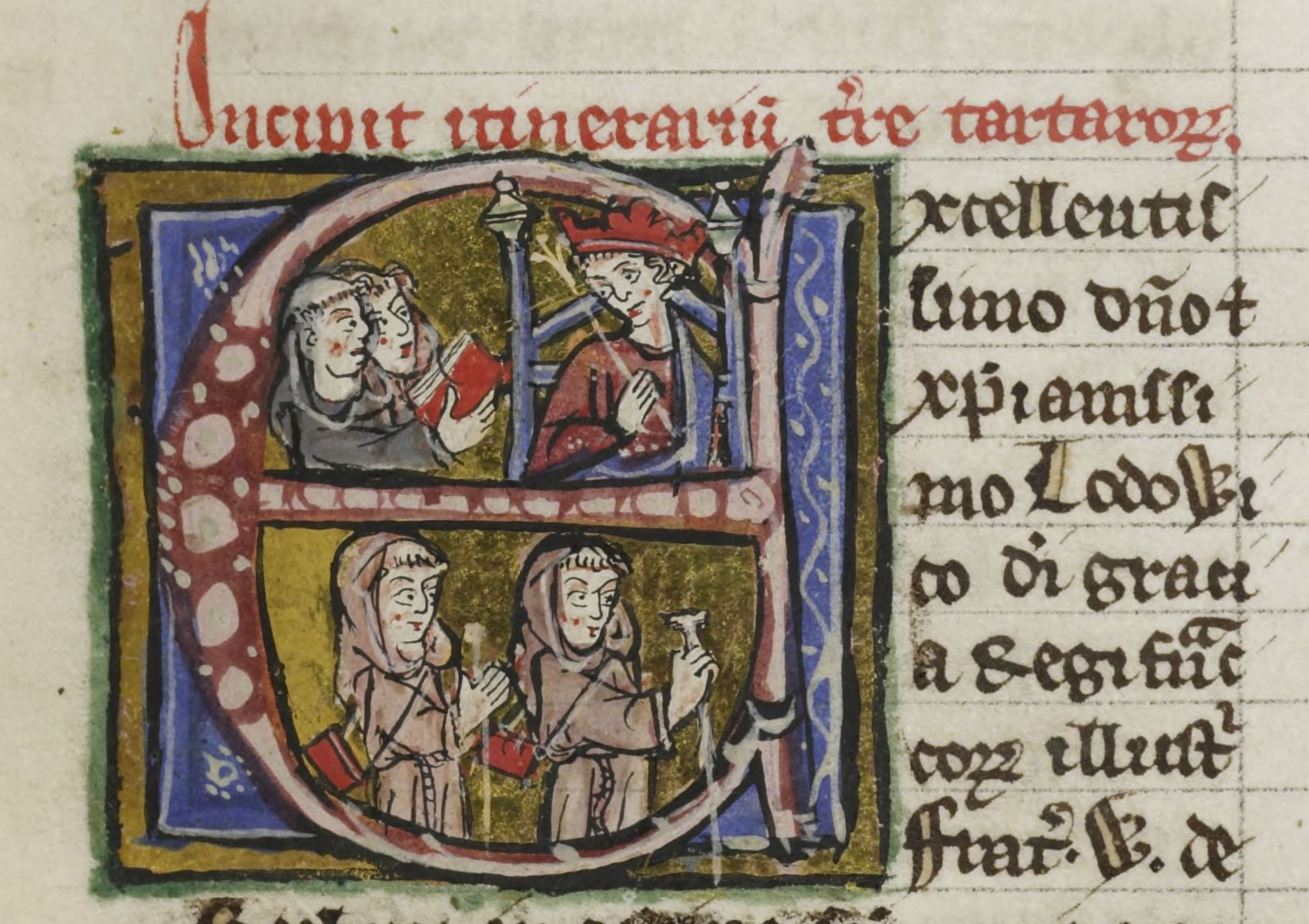
Kapitaal in een handschrift uit de veertiende eeuw in bezit van het Corpus Christi College in Cambridge. Boven wordt het reisverhaal aangeboden aan Lodewijk IX. Onderaan is Willem van Rubroek op weg samen met een gezel.

De missie zelf had ten aanzien van de gestelde doelstellingen gefaald. Van Rubroeck slaagde er niet in om contact te maken met de Duitse gevangenen. Een reden daarvoor was, dat die tijdens zijn heenreis enkele honderden kilometers naar het oosten waren verplaatst. In zijn verslag benoemt hij het totaal aantal door hem gemaakte bekeringen als zes en het is zeer onwaarschijnlijk dat dit Mongolen waren. Zijn verslag is echter in termen van kwaliteit en betrouwbaarheid superieur aan alle andere verslagen van reizen naar het Mongoolse rijk van die tijd. In een aantal aspecten is het ook aanzienlijk betrouwbaarder dan het latere verslag van Marco Polo. Hoewel hij de religie als zodanig niet herkende, was hij de eerste die boeddhistische rituelen en het geloof in reïncarnatie beschreef alsmede het belang dat gehecht werd aan het steeds maar repeteren van de mantra Om manipadmé hum.
Zijn beschrijvingen van de liturgische praktijk van de  nestoriaanse Kerk van het Oosten waren accuraat. Het materiaal in het verslag over de Mongoolse sjamanen hebben nog steeds een historisch-etnografische waarde. Het is in feite de enige beschrijving van Mongools sjamanisme voor de bekering van de meeste Mongolen tot het  Mongools-Tibetaans boeddhisme in de zestiende en zeventiende eeuw. Zijn beschrijving van de stad Karakorum was de eerste in de Europese literatuur. Het rapport meldt ook expliciet dat de Kaspische Zee een binnenzee moet zijn en ook dit was nieuw voor Europa. Hoewel van Rubroeck niet naar China reisde, was hij de eerste die ook expliciet vaststelde dat de Chinezen de Seres van de Oudheid moesten zijn. Zijn beschrijvingen van de Chinese karakters van de geschreven taal zijn de eerste in Europa. Geheel anders dan verslagen voor en na hem, waaronder ook nog Marco Polo, meldt hij in zijn verslag geen enkele geloofwaardigheid te hechten aan het bestaan van wezens zoals cynocefalen.
Hij beschreef de Mongoolse khans wel als een grote bedreiging voor Europa, maar was ook onder de indruk van een aantal aspecten van Mongools vakmanschap. Hij kwam in in zijn verslag tot de conclusie dat de Mongoolse khans het rooms-katholieke christendom in de eerste plaats interpreteerden als gebonden aan etniciteit en daarom eventuele bekering tot dat christendom zagen als een verloochening van hun Mongoolse identiteit.

## Verspreiding van het verslag

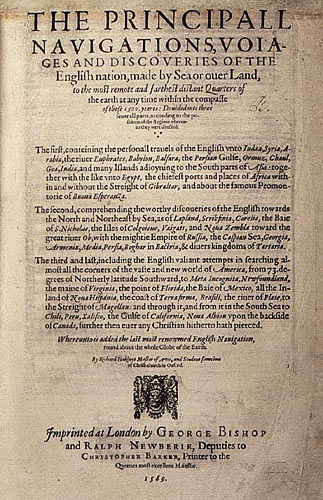
Voorblad van Principal Navigation uit 1598, waarin de Engelse vertaling van het reisverslag

De eerdere, veel minder betrouwbare, verslagen van André de Longjumeau en met name dat van Johannes van Pian del Carpine werden bestsellers in Europa. Het verslag Itinerarium Willelmi de Rubruc van Van Rubroeck kreeg echter nauwelijks bekendheid. Buiten de fragmenten die opgenomen werden in het Opus Majus (1267) van Roger Bacon is er geen enkele aanwijzing dat iemand zijn verslag ook las. Het verslag werd van de vergetelheid gered door een publicatie uit 1598 van Richard Hakluyt. Het verslag werd in een Engelse vertaling opgenomen in zijn Principal Navigation. De eerste Nederlandstalige versie verscheen in 1707. De echte waarde van het verslag van Rubroeck werd echter pas in de negentiende eeuw herkend als gevolg van een vertaling uit 1839 van Francisque Michel en Thomas Wright onder de titel Voyage en Orient du Frère Guillaume de Rubruc. Er zijn daarna een groot aantal andere vertalingen van het werk verschenen. Uit 1984 is de laatste Nederlandse vertaling Het reisverhaal van Willem van Rubroeck, de Vlaamse Marco Polo (1253-1255) van U. Devolder, R. Ostyn en P. Vandepitte.
Er zijn vijf handgeschreven kopieën van het verslag uit de dertiende, veertiende en vijftiende eeuw bewaard gebleven. Drie daarvan, waaronder het oudste exemplaar, zijn in het bezit van de bibliotheek van het Corpus Christi College van de Universiteit van Cambridge. Het vierde is bezit van de British Library en het vijfde van de bibliotheek van de Universiteit Leiden.